# Championnats d'Asie de BMX 2024
Navigation
Édition précédente Édition suivante
Les championnats d'Asie de BMX 2024 ont lieu le 31 mai 2024 à Bangkok aux Philippines.

## Podiums
| Épreuves               | Or                 | Argent                      | Bronze                   |
| ---------------------- | ------------------ | --------------------------- | ------------------------ |
| Épreuves masculines    |                    |                             |                          |
| Élites hommes          | Komet Sukprasert   | Patrick Bren Coo            | Ryo Shimada              |
| Moins de 23 ans hommes | Rafelino Rahendra  | Hyoga Kiuchi                | Apisit Jaiyoo            |
| Juniors hommes         | Putthaphum Nakpaen | Hong Juho                   | Kishi Ryunosuke          |
| Épreuves féminines     |                    |                             |                          |
| Élites femmes          | Jui Yabuta         | Amellya Nur Sifa            | Chutikan Kitwanitsathian |
| Moins de 23 ans femmes | Neneka Nishimura   | Nagisa Nomura               | Khemika Srisopha         |
| Juniors femmes         | Park Ayeon         | Shifa Maulidina Qotrun Nada | Pimmanee Nimitraporn     |